# Xichuan
Xichuan (en chino, 淅川; pinyin, Xīchuān) es un condado  bajo la administración directa de la Prefectura Nanyang en la Provincia de Henan, República Popular China.  Su área es de 2819 km² y su población total para 2010 superó los 680 mil habitantes. 
Xichuan es el lugar de nacimiento de la cultura Chu y la ubicación de Danyang (丹阳), la primera capital Chu, de los 800 años de historia del estado Chu, Xichuan fue la capital durante más de 300 años. 

## Administración
Desde julio de 2020, el  Condado Xichuan se divide en 16 pueblos que se administran en 2 subdistritos, 11  poblados y 4 villas.
- Subdistritos: Longcheng (龙城街道), Shangsheng (商圣街道)
- Poblados: Jingziguan (荆紫关镇), Laocheng (老城镇), Xianghua (香花镇), Houpo (厚坡镇), Jiuchong (九重镇), Shengwan (盛湾镇), Jinhe (金河镇), Siwan (寺湾镇), Cangfang (仓房镇), Shangji (上集镇), Madeng (马蹬镇)
- Villas: Xihuang (西簧乡), Maotang (毛堂乡), Dashiqiao (大石桥乡), Taohe (滔河乡

## Toponimia
El topónimo Xichuan significa "río Xi". Recibe su nombre porque el río Xi (析川) (ahora río Laoguan) baña la regíon de Xigu. Durante la dinastía Shang, surgió el nombre "Xigu" (析谷) que se refería precisamente a esta zona montañosa del norte de Xixia (西峡 "cañón occidental").